# فدرال سیگنال
فدرال سیگنال (انگلیسی: Federal Signal) شرکت فناوری اطلاعات آمریکایی است، که در سال ۱۹۰۱ تأسیس شد.